# Preethi Pal
Pour les articles homonymes, voir Pal.
Preethi Pal, née le 22 septembre 2000 à Muzaffarnagar, est une athlète handisport indienne spécialiste du sprint en catégorie T35 pour les athlètes ayant un handicap au niveau des bras ou des jambes.

## Carrière
Preethi Pal est née dans une famille de fermier en 2000. Six jours après sa naissance, tout le bas de son corps est plâtré puis à cinq ans, on lui pose des appareils orthopédiques aux deux jambes qu'elle garde pendant huit ans. À 17 ans, elle découvre le sport paralympique et se tourne vers le para-athlétisme après avoir rencontré Fatima Khatoon.
Aux Championnats du monde d'athlétisme handisport 2024, Pal rafle le bronze sur le 200 m T35 en 30 s 49. Cette performance lui offre un billet pour les Jeux paralympiques. Là-bas, elle entre dans l'histoire du sport de son pays lorsqu'elle remporte la première médaille de l'Inde en course en athlétisme aux Jeux paralympiques en montant sur la troisième marche du podium du 100 m T35 en 2024. Quelques jours plus tard, elle remporte une seconde médaille de bronze sur le 200 m T35 cette fois. Pour ces deux réalisations, elle est choisie comme porte-drapeau pour la cérémonie de clôture.